# Manuel Herreros
Manuel "Champi" Herreros (Villarrobledo, 20 april 1963) is een voormalige Spaans motorcoureur.
Herreros reed tussen 1984 en 1991 in totaal 49 races in het wereldkampioenschap wegrace en won in het seizoen 1989 de wereldtitel in de 80cc-klasse, zonder in dat seizoen een wedstrijd gewonnen te hebben. Hij was daarmee de laatste wereldkampioen in de 80cc-klasse, die na dat seizoen werd opgeheven. Herreros kon in 1986 bij de GP van Duitsland en in 1987 bij de GP van San Marino elk één overwinning in de 80 cc binnenhalen. Zijn enige podiumplaats in de 125cc-klasse behaalde hij in het seizoen 1988 bij de Grand Prix der Naties op Imola.

## Statistiek
| Seizoen | Klasse | Motor    | Races | Overw. | Podium | Poles | Ptn | Pos |
| ------- | ------ | -------- | ----- | ------ | ------ | ----- | --- | --- |
| 1984    | 80 cc  | Derbi    | 1     | 0      | 0      | 0     | 0   | –   |
| 1984    | 125 cc | MBA      | 1     | 0      | 0      | 0     | 6   | 15e |
| 1985    | 80 cc  | Derbi    | 6     | 0      | 3      | 0     | 45  | 4e  |
| 1985    | 125 cc | MBA      | 1     | 0      | 0      | 0     | 0   | –   |
| 1986    | 80 cc  | Derbi    | 9     | 1      | 6      | 0     | 85  | 2e  |
| 1987    | 80 cc  | Derbi    | 9     | 1      | 5      | 0     | 86  | 2e  |
| 1988    | 80 cc  | Derbi    | 6     | 0      | 3      | 0     | 69  | 4e  |
| 1988    | 125 cc | Derbi    | 6     | 0      | 1      | 0     | 30  | 15e |
| 1989    | 80 cc  | Derbi    | 6     | 0      | 4      | 0     | 92  | 1e  |
| 1990    | 125 cc | JJ Cobas | 12    | 0      | 0      | 0     | 0   | –   |
| 1991    | 125 cc | JJ Cobas | 5     | 0      | 0      | 0     | 6   | 33e |
| Totaal  | Totaal | Totaal   | 62    | 2      | 22     | 0     |     |     |